# حجاب اسلامی
حجاب اسلامی یک تفسیر خاص برآمده از قرآن و فقه اسلامی و ساخت یافته در فرهنگ اسلامی که ناظر به پوشش شرعی در مقابل نامحرم، به ویژه برای زنان است. حجاب گاه برگرفته از احکام شرع و گاه مربوط به قراردادهای اجتماعی و شرایط موقعیتی فرد است. در حال حاضر، گروه‌های بنیادگرای اسلامیِ داعش، جمهوری اسلامی ایران، طالبان و شورشیان بوکوحرام  به حجاب اجباری معتقدند و آن را به شهروندان سرزمین‌هایشان تحمیل می‌کنند.
حجاب می‌تواند انتخاب خود زن باشد یا می‌تواند یک عمل تحمیلی باشد که او را از حقوق و آزادی‌های اولیه مانند تحصیل، مشارکت در زندگی اجتماعی، کار و استفاده از ترجیحات شخصی خود محروم می‌کند. به عنوان بخشی از مفهوم حجاب، در برخی از جوامع اسلامی، زنان حتی با لباس مورد تأیید دین خود نمی‌توانند به تنهایی به بازار بروند. فقط می‌توان پشت پرده یا قفس با زنان صحبت کرد. در این صورت زن باید با لحن بی‌ادبانه صحبت کند.
از دیدگاه فقها حجاب یکی از احکام اسلامی است و اصطلاحاً عبارت است از پوشاندن ضروری مو و سایر اعضای بدن به جز صورت و دو دست (و گاهی دو پا) توسط زنان مسلمان (تنها در صورتی که کنیز نباشند) در برابر مردانی که طبق شریعت اسلامی نامحرم شمرده می‌شوند. دربارهٔ پوشش مردان نیز حداقل مقدار پوشش واجب حفظ عورتین است. به صورت تاریخی حجاب از اهمیت بالایی در جوامع مسلمان برخوردار نبوده‌است؛ مفهوم حجاب در این جوامع نه در یک معنای حقوقی، بلکه بیشتر در یک معنای اخلاقی استفاده می‌شده‌است. این در دوران معاصر است که موضوع حجاب برای برخی از مسلمانان مهم شده‌است. در مورد حجاب اجباری در بین فقها و دین‌پژوهان، اختلاف نظر است و برخی بر این نظر هستند که اجبار حجاب نه تنها وجه شرعی ندارد و در قرآن هم اشاره روشنی به آن نشده، بلکه اخلاقی هم نیست و موجب گسترش نفاق می‌شود.

## تاریخ

### حجاب قبل از اسلام
اطلاعات بیشتر : حجاب

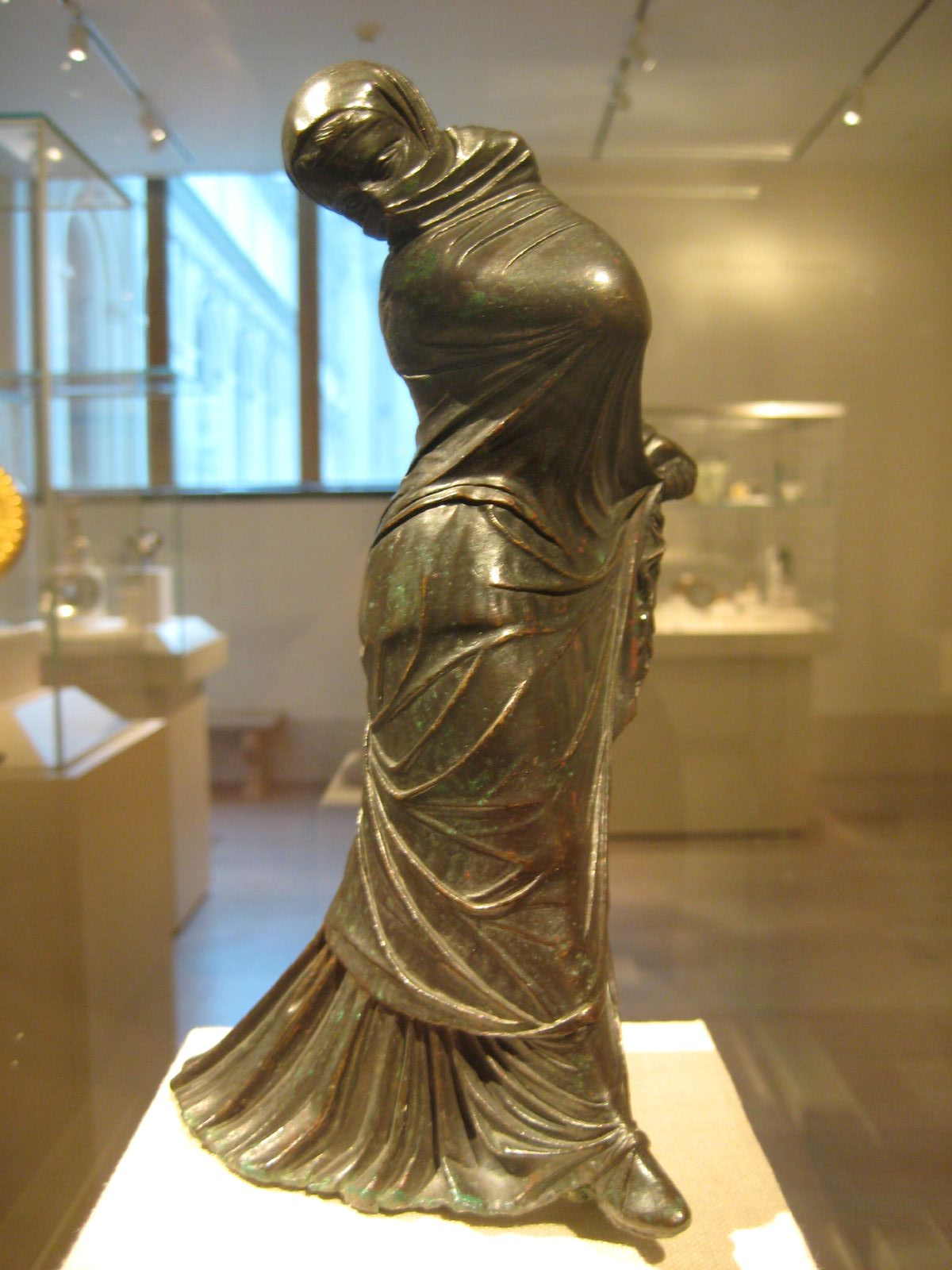
مجسمه برنز یونانی یک رقصنده محجبه و ماسک ، قرن 2 تا 3 قبل از میلاد

تاریخ مجسمه هایی از کاهنان محجبه به 2500 سال قبل از میلاد باز می گردد. زنان طبقات بالا در بین النهرین باستان و امپراتوری های بیزانس ، یونان و ایران حجاب را به عنوان نشانه احترام می پوشیدند. در بین النهرین باستان در آشور قوانین صریح و صریح و تفصیلی وجود داشت که شرح می داد زنان باید بسته به طبقه ، رتبه و شغل در جامعه ، چطور بپوشند. زنان برده و روسپی حق پوشیدن حجاب نداشتند و در صورت انجام این کار با مجازات های خشن روبرو میشدند. حجاب نه تنها نشانگر رتبه اشرافی بود ، بلکه به‌عنوان وجه 'تمایز بین زنان' محترم 'و کسانی که در دسترس عموم بودند عمل میکرد".
انزوا و حجاب سالارزنان در یونان باستان  بین 550 تا 323 قبل از میلاد ،مرسوم بود. رسم رومی پاگان شامل تمرین سر پوشیده شده توسط کشیش های وستا است.

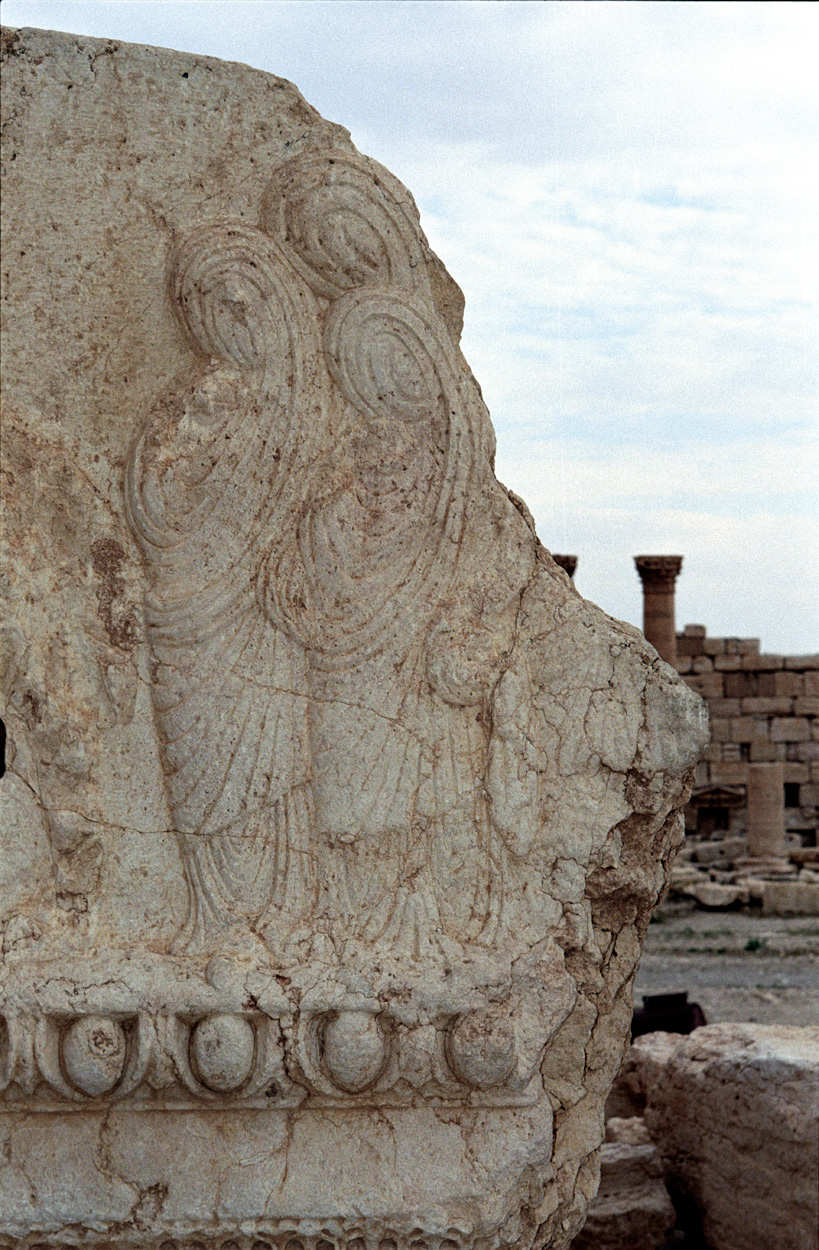
زنان محجبه ، معبد بال ، پالمیرا ، سوریه ، قرن اول میلادی را نشان می دهد

تورات حاوی توصیه به حجاب نیست ، اما خاخام ها آن را به عنوان تواضع (tzniut) و محافظه کاری توصیه کرده اند. محافظه کاری در اوایل دوره روم به یک فضیلت مهم تبدیل شد ، زنان یهودی را از همتایان غیر یهودی خود در بابل و بعداً در جامعه یونانی-رومی متمایز میکرد. طبق احکام خاخام ، زنان یهودی متاهل مجبورند موهای خود را بپوشانند . به گفته فدوی الجندی ، در آغاز مسیحیت ، زنان یهودی سر و چهره خود را میپوشاندند.

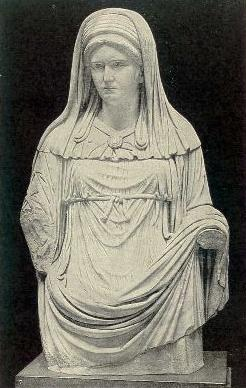
مجسمه رومی یک باکره وستال

مشهورترین دیدگاه در مورد پوشش مسیحی در کتاب مقدس در قرنتیان 11: 4-7 ترسیم شده است ، که می گوید: 'هر زنی که با سر باز دعا کند بخود بی احترامی کرده است. پدران کلیسای اولیه ، از جمله Tertullian of Carthage ، Clement of Alexandria ، Hippolytus of Rome ، John Chrysostom و Augustine of Hippo در نوشته های خود تأیید کردند که زنان مسیحی باید سرپوشیده ولی مردان با سر باز دعا کنند. شواهد باستان شناسی نشان می دهد روسری به عنوان آیین نامه ای توسط زنان مسیحی اولیه رعایت میشده است,..
شواهد تایید میکنند که پیدایش حجاب زنان در بیزانس مسیحی تحت تأثیر حجاب ایران باستان بوده است. با این وجود در مسیحیت تا طلوع اسلام پدیده حجاب تحت تاثیر زن ستیزی شدیدی قرار داشته و از این نظر با حجاب اسلامی متفاوت است.
از نظر تاریخی، حجاب در جوامع مسلمان به ندرت از اهمیت بالایی برخوردار بوده‌است. به‌علاوه، موضوع حجاب در ادبیات پیشامدرن مسلمان بیش از هر چیز در کلام یا تصوف نه به عنوان یک لباس، بلکه به عنوان مانعی که دیدار خدا را در دنیا یا آخرت مبهم می‌کند، مطرح شده‌است. حجاب یکی از اصطلاحات اسلامی است که به پوشش زنان از منظر شرع مربوط است. در گفتمان‌های قدیمی فقهی از واژه ستر برای این حکم شرعی استفاده می‌شد و کلمه حجاب یک اصطلاح جدید در این زمینه به‌حساب می‌آید. این حکم شرعی در کنار حکم شرعی پوشش مردان عنوان شده‌است و از دیدگاه اسلامی، بیش از آنکه به عنوان یک حکم شرعی فردی مورد بررسی قرار بگیرد، به عنوان یک رفتار اجتماعی مورد توجه است. مسئله حجاب، هفت مرتبه در قرآن در سوره‌های اعراف، اسراء، مریم، ص، احزاب، فصلت و شوری مورد اشاره قرار گرفته‌است اما تنها در آیه ۵۳ سوره احزاب، به معنای اصطلاحی حجاب پرداخته شده‌است. از این آیه به جهت استفاده شدن واژه حجاب در آن، آیه حجاب گفته شده‌است. توسط برخی از پژوهشگران مسلمان، این آیه حفظ شأن و حرمت پیامبر اسلام و نوعی احترام ویژه به همسران محمد بوده‌است. علاوه برحجاب، به مسئله حیا زن مسلمان نیز در متون دینی از جمله قرآن پرداخته شده‌است و این مقوله برای زنان نسبت به مردان، با جزئیات بیشتری مطرح شده‌است. این احتمال داده شده‌است که این تأکید بیشتر به زنان، یا به جهت تهدیدگری بیشتر جنسیت زنان نسبت به مردان یا به جهت نیازمندی به راهنمایی بیشتر زنان برای حفظ عفت خود بوده‌است. با این وجود، ممتاز علی معتقد است که حجاب تنها در یک آیه مورد اشاره قرار گرفته‌است و از همین رو، تأکید قرآن بر حیا بوده‌است.

### حجاب اسلامی
مباحث فقهی مربوط به حجاب، در ابواب فقهی نماز و نکاح مطرح شده‌است و آثار فقهی، بابی مستقل به این حکم شرعی اختصاص نداده‌اند. مسئله رعایت حجاب در برابر مردان نامحرم از جانب زن مسلمان، مورد توافق تمام فرقه‌های اسلامی است اما در حدود لازم آن، اختلاف‌هایی گزارش شده‌است. با این حال بیشتر فقهای شیعه و سنی، پوشاندن تمام بدن جز صورت و دست‌ها را واجب دانسته‌اند. با این وجود برخی منابع فقهی، از اختلاف در وجوب پوشاندن صورت و دست‌های زن سخن به میان آورده‌اند. روث رودد دلیل این اختلاف‌های فقهی را ابهام در حدود حجاب در قرآن می‌داند. بر اساس آنچه فقهای مسلمان در آثار فقهی منتشر کرده‌اند، حد رعایت حجاب از جانب کنیز با حد حجاب از جانب زن آزاد متفاوت است. همچنین بر اساس روایاتی، نسبت به حجاب زنان سالخورده، سهل‌گیری‌هایی صورت گرفته‌است. بر این اساس زنان سالخورده و کنیزان این اجازه را دارند تا روسری از سر برداشته و بخشی از مواضع بدن را که عادتاً بیرون و نمایان است، آشکار نمایند. با این وجود مطهری، نویسنده مسلمان بر این باور است که حکم وجوب حجاب، ناشی از اختلاف جنسیتی زن و مرد وضع شده‌است. با این وجود در دانشنامه جهان اسلام، با استناد به احادیث و آیات مربوط به حجاب، ایجاد امنیت روانی، حفظ سلامت اخلاقی، ارزش‌گذاری عفاف و جیا از جمله محاسن و دلایل این حکم شرعی عنوان شده‌است.

از نکات حائز اهمیت در خصوص حکم حجاب، تأسیسی بودن حکم حجاب و ضروری بودن آن در اسلام است. آنطور که دانشنامه جهان اسلام از منابع فقهی شیعه گزارش می‌کند، فقیهان حجاب را مانع فعالیت‌های زنان مسلمان در اموری چون اشتغال و تحصیل نمی‌دانند و بین این دو منافاتی را متذکر نشده‌اند. در مورد شکل حجاب و چگونگی انطباق آن بر احکام شرعی، عواملی چون فرهنگ، آداب، باورها و عرف شرایط اقلیمی تأثیر گذار عنوان شده‌اند. استفاده از چادر در ایران رواج دارد و در کشورهای اسلامی دیگر کمتر از چادر برای رعایت حجاب استفاده می‌شود. در کشورهای عربی خاورمیانه نیز از عبایه و جلباب استفاده می‌شود. در خصوص زنان ساکن در کشورهای غیر اسلامی نیز، زنان کوشیده‌اند تا پوششی مناسب با شرایط محیطی و مطابق با دستورهای شرعی را طراحی و استفاده کنند. از مسائل دیگر در زمینه حجاب زنان مسلمان، اجباری بودن آن توسط حکومت‌های مسلمان است. موافقان اجباری بودن حجاب، به پیامدهای اجتماعی و حکم شرعی بودن حجاب و لزوم توجه حاکمان مسلمان به این دو پدیده اشاره دارند و در مقابل، مخالفان حجاب اجباری، به عدم سابقه چنین رویکردی در حکومت پیامبر اسلام اشاره دارند. در دانشنامه جهان اسلام به جریان‌هایی اشاره شده‌است که با نفوذ از جوامع غربی غیراسلامی به کشورهای مسلمان، در حوزه حجاب، اقدام به فعالیت‌های تبلیغاتی فراوانی بر ضد حجاب کردند. با این وجود گزارش شده‌است که بسیاری از زنان مسلمان، حجاب را نماد مقاوت زنان در برابر فرهنگ تحمیل‌شده به جهان اسلام می‌دانند و حجاب در باور زنان مسلمان ساکن کشورهای غربی، نماد دین‌داری، اسلام‌گرایی، سازگاری آموزه‌های اسلام با دنیای مدرن و نفی فرهنگ غرب است.

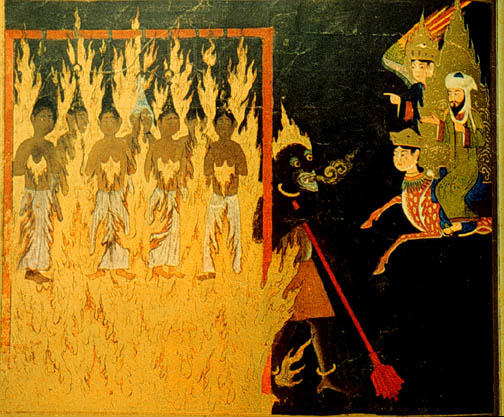
محمد با بوراک و جبرئیل در معراج جهنم را زیارت می‌کند و می‌بیند که «زنان بی شرم» به خاطر نشان دادن موهای خود به غریبه‌ها مجازات ابدی می‌شوند. این شاید یکی از نمونه‌های بازسازی جایگاه اجتماعی زنان از طریق افسانه‌های زرتشتی بود که بعدها با احادیث ساختگی اسلامی شد.

## وضعیت حجاب در کشورهای مختلف

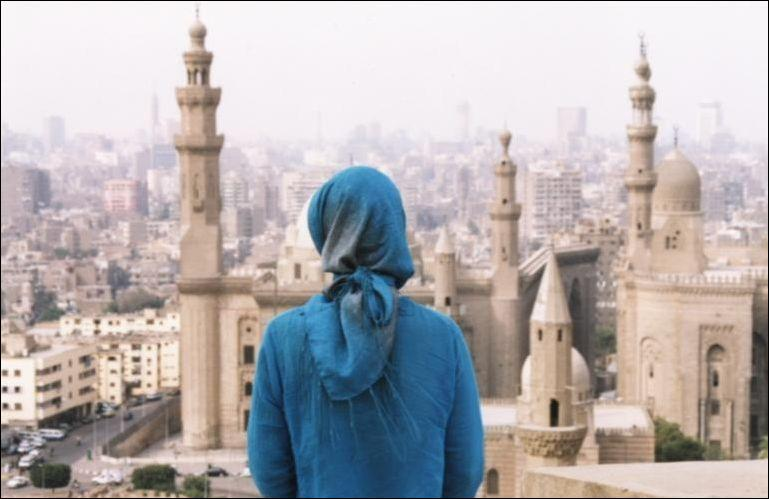
یک عکس مشهور که در دفاع از حجاب به عنوان «عفّت» در ایران و مصر بسیار چاپ شده‌است.

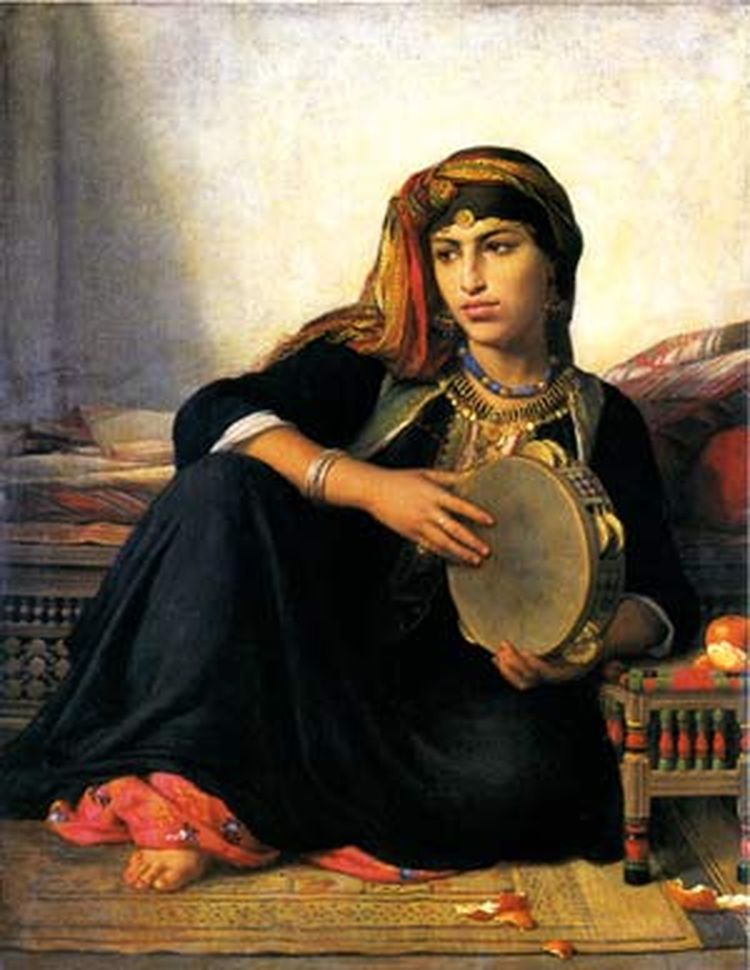
نقّاشی از یک زن مصری در سدهٔ نوزدهم میلادی که پوشش زنان آن عصر را نشان می‌دهد.

از سال ۲۰۰۰ به بعد، با قدرت گرفتن دولت‌های طالبان و داعش، حجاب اجباری در سرزمین‌های تحت کنترل‌شان با قوانین مشخصی اجرا می‌شد.
در حال حاضر و پس از این که در مهر ماه سال ۱۳۹۸، عربستان سعودی قانون حجاب اجباری را لغو و آزادی عمل زنان در پوشش را به رسمیت شناخت، جمهوری اسلامی ایران به تنها حکومت رسمی‌ای بدل شد که هنوز قوانین حجاب اجباری اجرا می‌کند که مجازات تخطی از آن تا ۷۲ ضربه شلاق و حبس می‌باشد.
تونس (از سال ۱۹۸۱ و در سال۲۰۱۱ برداشته شد) و ترکیه (از سال۱۹۹۷) تنها دو دولتی هستند که اغلب جمعیت آن‌ها مسلمان هست و با اینحال پوشش حجاب را در مدارس دولتی، دانشگاه‌ها و اماکن اداری ممنوع کرده‌اند و در سوریه از سال ۲۰۱۰م پوشیدن نقاب در دانشگاه‌ها ممنوع شده‌است. این محدودیت در خلال انتفاضه مردمی در جنگ داخلی سوریه برداشته شد. از سوی دیگر، در حکومت‌های اسلامی مانند مراکش، محدودیت‌هایی نسبت به زنان محجبه وجود دارد چراکه حجاب را دلیلی بر اندیشهٔ سیاسی-اسلامی یا اصولی ضد حکومت سکولار می‌دانند.
پوشش و به ویژه پوشش سر زن مسلمان، تبدیل به یک نشانه صریح بر وجود اسلام در اروپای غربی گشته‌است، این موضوع در تعدادی از حکومت‌ها، سبب اختلافات سیاسی و پیشنهادهای در رابطه با ایجاد محدودیت برای حجاب گشته‌است. پارلمان هلند قانون «منع پوشش صورت» را تصویب کرد این مقوله که تحت عنوان «منع برقع» تعریف می‌شود، فقط شامل برقع افغانی نمی‌شود. قوانین مشابهی نیز در فرانسه و بلژیک تصویب شده‌است.
حکومت‌های دیگری نیز هستند که به قوانین مشابه یا منع محدود می‌پردازند، برخی صرفاً شامل پوشش صورت مثل نقاب و برقع می‌شود و از برخی مربوط به لباس‌هایی می‌شود که رمز و نشانهٔ اسلام هستند مثل خِمار (مانند چادر).

### افغانستان
حجاب زنان در افغانستان با تحولات سیاسی و نظامی تغییر کرده‌است. امان‌الله، در اولین قانون اساسی افغانستان در سال ۱۳۰۳ اعلام کشف حجاب کرد و ملکه ثریا، اولین زنی بود که در افغانستان حجاب را از سر برداشت. در زمان ظاهرشاه تعداد زنان بدون حجاب افزایش یافت و به طبقات متوسط جامعه رسید و حجاب اختیاری شد. با روی‌کار آمدن نظام جمهوری، در فعالیت‌های سیاسی زنان نیز وقفه ایجاد شد. اما در ذیل حکومت طالبان پوشش برقع (نوعی نقاب) الزامی بود، این در حالی است که این مقوله، موضوعی رسمی و قانونی نیست بلکه همواره فشار اجتماعی شدیدی برای پوشش برقع وجود دارد.

### بنگلادش
قوانینی مبنی بر پوشش سر در این کشور وجود ندارد غالباً زنان در مناطق روستایی و تعدادی از زنان شهرنشین حجاب می‌کنند اما در زمان اخیر تعداد زنان محجبه افزایش یافته‌است. از زمان انتخاب حزب سکولار انجمن ملت در سال ۲۰۰۸م، قلع و قمع علیه زنان محجبه بیشتر شد و گزارش‌ها حاکی از تعرض، طرد و تنگناهای زیادی نسبت به زنان است. در این کشور حجاب نماد اسلام محسوب می‌شود لذا دولت بنگلادش به خاطر علاقه آن بر سکولار کردن بنگلادش چنین اقداماتی را انجام می‌دهد.

### مصر
نوال سعداوی در اوت ۲۰۱۶ بیان داشت که حجاب، عُرفی نادرست و از روی دین‌داری «اشتباه‌نگر» است و ارتباطی با دین یا اخلاقیات برتر ندارد. او همچنین اشاره کرد که پدرش خود از الازهر دانش‌آموخته و اسلام را خوانده، «در عمرش به من نگفت سرت را بپوشان… سر زن هیچ ارتباطی با اخلاقیات ندارد که پوشیده شود.»

### گامبیا
با توجه به حکومت سکولار این کشور، تعداد کمی از زنان این کشور محجبه هستند.
در دسامبر ۲۰۱۵ رئیس‌جمهور یحیی جامه، این کشور را جمهوری اسلامی اعلام و حجاب را برای کارمندان زن اجباری کرد. این کشور در حال حاضر پس از موریتانی دومین جمهوری اسلامی در آفریقا به‌شمار می‌رود.

### اندونزی
اصطلاح «جِلباب» در اندونزی برای مطلق حجاب به‌کار می‌رود. بر اساس قانون ملی و ایالتی اندونزی حجاب در مقوله‌ای اختیاری است.
حجاب پدیده‌ای نسبتاً جدید در اندونزی است این موضوع حتی قبل از تأثیر فرهنگ غربی نیز وجود داشته، بخش اعظمی از زنان اندونزیایی فقط برای ادای نماز حجاب می‌کنند یا در غیر نماز با تکه پارچه نازکی سر خود را می‌پوشانند.
در سال ۲۰۰۸م اندونزی بیشترین آمار مسلمانان دنیا را داشت، با این حال قانون «بانکسیلی اندونزیایی» زمینه حمایت مساوی از پنج دین را فراهم کرد که عبارتند از: اسلام، کاتولیک، پروتستان، بودایی و هندوییسم، بدون اینکه دین حکومت یا دین رسمی مشخص کند.

### پاکستان
در کشور پاکستان روزی با عنوان روز حجاب وجود دارد که این مراسم به همت شاخه زنان حزب «جماعت اسلامی پاکستان» انجام می‌شود.
در این روز زنان با برپایی تظاهرات در شهرهای مختلف از جمله اسلام‌آباد، کراچی و راولپندی خواهان نقش‌آفرینی جامعه بین‌المللی برای رفع ممنوعیت حجاب در برخی کشورهای اروپایی و ترویج این فرهنگ اسلامی در شبکه‌ها و رسانه‌های اجتماعی هستند.

### ایران
قانون حجاب از سال ۱۳۶۳ در ایران با تصویب مجلس شورای اسلامی اجباری شد. رئیس مجمع تشخیص مصلحت نظام ضمن انتقاد صریح از «خشکه مقدسی‌ها» با مردم، تأکید کرد: سخت‌گیری‌هایی است که در مسئله حجاب انجام دادند که برای جامعه مخصوصاً در زن‌ها حالت فرار درست کرد. پایگاه اطلاع‌رسانی هاشمی رفسنجانی گزیده پاسخ‌های وی به کیهان در سال ۸۲ را بازنشر کرده‌است که در آن متن می‌خوانید: هنوز فکر می‌کنم اگر ابتکار را دست بگیریم، توقعات خانم‌ها و جوان‌ها را شرعاً می‌توانیم تأمین کنیم و پیش خداوند هم حجت داریم. انقلاب اسلامی را هم می‌توانیم حفظ کنیم. لابد می‌دانید که رهبری در مقابل فشار همین سخت‌گیری‌ها یک بار فرمودند: «وجهی برای تحمیل چادر نمی‌بینم»
با این حال، در حکومت جمهوری اسلامی، از دوره اعتراضات خیابانی زنان معترض به حجاب اجباری در اسفند ۱۳۵۷ تا دوره اعتراضات مدنی دختران خیابان انقلاب و پس از آن، رعایت نکنندگان حجاب اسلامی، به شدت، سرکوب شده‌اند.

## پیشینه پوشاک زنان در کشورهای اسلامی

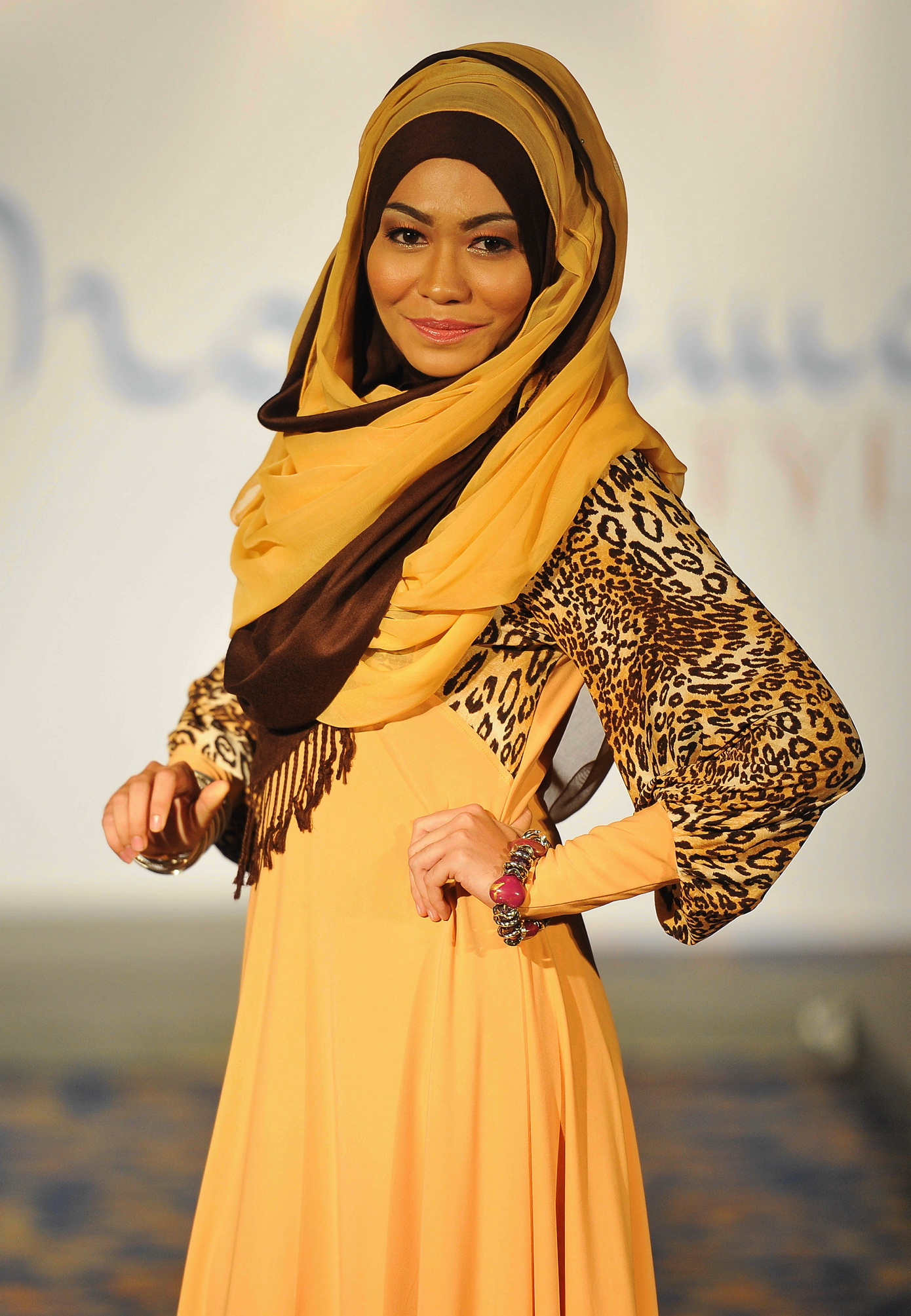
یک بانوی مدل مسلمان که حجاب نوین را نمایش می‌دهد.

در طول همهٔ اعصار و در بسیاری از تمدنها سطوح مختلفی از پوشش در شکل‌های گوناگون وجود داشته‌است. در منابعی مانند تاریخ ویل دورانت، تاریخ اسلام پطروشفسکی، تاریخ اجتماعی ایران تألیف مرتضی راوندی و حتی منابع قدیمی‌تر مانند تاریخ یونان و دنیا اثر هرودوت که پیش از میلاد مسیح نوشته شده‌است گزارش‌ها حاکی از این است که زنان و مردان هنگام حضور در جامعه دارای اندکی از پوشش بوده‌اند. حجاب در این معنا تأسیس شده توسط اسلام نیست، اما دربارهٔ حدود آن همواره تفاوت‌هایی وجود داشته‌است.
در مقابل محققانی که پوشش سر را به اسلام یا سنت عربی نسبت می‌دهند، گروه دیگری از محققان معتقدند که حجاب مو جزو سنت‌های عربی و اسلامی نبود و پس از حملهٔ اعراب به سرزمین‌های دیگر و آشنا شدن آنان با سنت استفاده از پوشش سر توسط اشراف بود که این سنت به اعراب نیز انتقال یافت. لیلا احمد، استاد مطالعات زنان و مذاهب در دانشگاه هاروارد می‌گوید:
... پذیرفتن روسری از سوی زنان مسلمان نیز نتیجهٔ فرایند مشابهی از استحالهٔ نامحسوس در ارزش‌های سنتی مردمان سرزمین‌های فتح شده بود. ظاهراً روسری در جامعهٔ ساسانی مورد استفاده بود و جداسازی جنسیتی و استفاده از روسری در خاور میانهٔ مسیحی و ناحیهٔ مدیترانه در زمان ظهور اسلام کاملاً چشمگیر بود. در زمان حیات محمد، آن هم تنها در اواخر عمرش، همسران او تنها زنان مسلمانی بودند که به روسری نیاز داشتند. پس از مرگ او و در پی فتح سرزمین‌های همسایه‌ای که در آن‌ها زنان طبقات بالای جامعه روسری به سر می‌گذاشتند، در فرایند استحاله‌ای که هیچ‌کس تاکنون با جزئیات از آن اطمینان نیافته، روسری به لباس رایجی در میان زنان مسلمان طبقات بالای جامعه تبدیل شد.

## حجاب قبل از اسلام
محمدحسین رجبی: «پیش از اسلام با وجود مفاسد اخلاقی که در بسیاری از اعراب رایج بود، به سبب شرایط جغرافیایی و آب و هوایی، مرد و زن باید پوششی برای سر خود می‌داشتند. مردان چفیه داشتند و زنان روسری بلند. اما وقتی اسلام ظهور کرد، تا مدتی وضعیت به همین گونه بود یعنی وقتی مرد و زن بیرون می‌آمدند سرهای آنها پوشیده بود تا اینکه بعد از هجرت پیغمبر اکرم صلی الله علیه و آله وسلم به مدینه و تأسیس دولت اسلام، به سبب مزاحمتی که برای یک بانوی مسلمان جوان رخ داد، آیه حجاب نازل شد و بر مبنای این آیه زن‌ها که روسری بر سر داشته‌اند اما تا پیش از این مانند چفیه مردها آن را به پشت سرخود می‌افکندند، موظف شدند که جز گردی صورت خود، بقیه سر و گردن خود را بپوشانند و به این ترتیب حجاب به عنوان یکی از احکام قطعی خداوند برای بانوان جاری و ساری شد.»

## سنت در زمان پیامبر اسلام
بنا بر دیدگاه رایج، زنان مسلمان در عصر پیامبر اسلام نوعاً حد پوشش مو و گردن و دست و پا را رعایت می‌کردند. این‌گونه پوشش در ادیان ابراهیمی قبلی نیز پوشش پسندیده بوده و اسلام در همان مسیر حرکت کرده‌است. مرتضی مطهری حجاب را امری می‌داند که در زمان پیامبر اسلام واجب و فراگیر شد و از عایشه همسر پیامبر اسلام نقل می‌کند که گفته بود: «مرحبا به زنان انصار. همین که آیات سورهٔ نور نازل شد یک نفر از آنان دیده نشد که مثل سابق بیرون بیاید. سر خود را با روسری‌های مشکی می‌پوشیدند. گویی کلاغ روی سرشان نشسته‌است.» در مقابل، مخالفان وجوب این حد از پوشش، مدعی‌اند که حد پوشش شرعی زنان مسلمان در زمان پیامبر اسلام کمتر از این بوده‌است. حامیان این نظر معتقدند که به علت فقر، کمبود شدید پارچه و نبود امکانات دوخت و دوز، پوشش رایج در عصر پیامبر برای زنان و مردان بسیار حداقلی بود. حامیان این نظر به روایات و احادیثی استناد می‌کنند که طبق آن‌ها بسیاری از مردان و زنان مسلمان (به خصوص مستمندان و بادیه‌نشینان) دامنهای کوتاه می‌پوشیدند، برهنگی عادی بود و پیامبر اسلام حتی به عموی خود توصیه می‌کرد که برهنه راه نرود، فقرایی بودند که خود را با پارچه‌ای کوچک می‌پوشاندند و جامعهٔ مسلمان به عنوان کفاره تشویق به پوشاندن آنان می‌شد، پیامبر اسلام زنان و مردان را از پوشیدن دامنهای بلند که مایهٔ رشک مستمندان شود منع می‌کرد، زنان و مردان با هم و از ظروف مشترک وضو می‌گرفتند، و دستورهایی دربارهٔ استحمام نکردن زن و مرد در مکان مشترک از سوی پیامبر مطرح می‌شد.

به گفته این افراد پوشش در صدر اسلام نقش تعیین هویت اجتماعی داشته و از آنجا که ثروتمندان و فخرفروشان پوشش کامل‌تری داشتند پیامبر اسلام مکرراً مسلمانان را از زیاده‌روی در پوشش بازمی‌داشته. ترکاشوند اشاره می‌کند که:
همسران پیامبر، از حضرت پرسیدند: دامن لباس را چقدر آویزان و دراز کنند. رسول خدا پاسخ داد: «یک وجب». همسران گفتند یک وجب کم است حضرت گفت یک ذراع (دو وجب).
البته گفته می‌شود در آن زمان دامن بلند برای تفاخر پوشیده می‌شده. موارد مشابه این روایت نیز در چند سند دیگر از جمله سنن الکبری، مسند احمد بن حنبل و سنن ابن ماجه آمده‌است.
به گفته این افراد، انداختن پارچه روی سر از رسوم برخی اعراب جاهلی بوده‌است اما در اسلام بر آن امر نشده‌است. مطابق این نظر سربرهنه شدن زنان در هنگام عزاداری در میان همهٔ قشرها عرب رایج بوده. بر اساس گزارش تفسیر عیاشی، فاطمه پس از اتمام حجت دست حسن و حسین را گرفت و به سمت قبر پدر که در اتاق شخصی ایشان بود حرکت کرد تا دور از چشم نامحرمان به درگاه پروردگار ناله سر دهد. در گزارشی نامطمئن نقل شده که زنان بنی هاشم پس از شنیدن خبر کشته‌شدن علی بن ابی‌طالب، با سرهای برهنه و موهای پریشان از خانهٔ خود خارج شدند. در مقابل روایتی نقل شده که زینب دختر علی پس از کشته شدن برادرش با دست رویش را پوشانده‌است چرا که دشمنان پوشش چهره اش را از او گرفته بودند.
به گفته محمدباقر بهبودی:
علت آن که قرآن مجید می‌فرماید: مراقب چاک لباس خود باشید. آن است که در عهد نزول قرآن مردم خصوصاً مردم جزیره العرب دو - سه متر پارچه نادوخته را مانند لنگ حمام به کمر می‌بستند تا عورت خود را ستر کنند. نام این قطعه لباس در زبان عرب «اِزار» (بر وزن کتاب) است. در زبان عامیانه فارسی به آن بستن می‌گویند و در زبان آن بر روی هم قرار خواهد گرفت و مانند دامن زنانه ساتر خواهد بود ولی به هنگام راه رفتن و نشستن و برخاستن و خم و راست شدن چاک آن باز می‌شود و احیاناً عورت آدمی مکشوف می‌گردد از این روی قرآن مجید می‌فرماید: مراقب چاک دامن خود باشید که بازنماند و اگر چاک دامن دیگران باز بود از نظر دوختن به عورت آنان خودداری کنید و چشم خود را فرو بخوابانید
او می‌افزاید: «در زمان رسول خدا و در عهد امامان نیز بانوان اسلامی از لباسهای دوخته استفاده می‌کرده‌اند و پیراهن و بلوز و دامن و شنل می پوشیداند و گاهی شنل را روی دوشها می‌انداخته‌اند و سر خود را با مقنعه می‌پوشیده‌اند.»

## حجاب کنیز
در فقه شیعه و سنی پوشش موی سر بر کنیزان واجب نیست.
بنابر روایتی در کتاب وسایل الشیعه، نه تنها حجاب صورت بر کنیز واجب دانسته نشده، بلکه آمده‌است که جعفر صادق از پوشش نقاب بر روی صورت کنیزان (در هنگام نماز) جلوگیری می‌کرد.
مطابق رایی بسیار مشهور، بخشی از بدن کنیزان که موظف به پوشاندن آن بودند، مانند مردان از ناف تا زانو بود و ملزم به پوشاندن سینه، پستان، ساق و غیره نبودند. این حدیث از وسائل الشیعهٔ حر عاملی از قول جعفر صادق و نیز با واسطه از ابوحنیفه و پیروان شافعی، نقل شده‌است.

## خاستگاه فقهی حجاب

### متن قرآن
در متن قرآن به زنان دربارهٔ نحوهٔ پوششش دستورهایی داده شده‌است. آیات ۳۰ و ۳۱ سورهٔ نور و آیهٔ ۵۹ سورهٔ احزاب به مسائل مربوط به پوشش زنان می‌پردازند. در آیه‌های ۳۰ و ۳۱ سورهٔ نور آمده:

قُل لِّلْمُؤْمِنِینَ یَغُضوا مِنْ أَبْصرِهِمْ وَ یحْفَظوا فُرُوجَهُمْ ذَلِک أَزْکی لهُمْ إِنَّ اللَّهَ خَبِیرُ بِمَا یَصنَعُونَ(۳۰) وَ قُل لِّلْمُؤْمِنَتِ یَغْضضنَ مِنْ أَبْصرِهِنَّ وَ یحْفَظنَ فُرُوجَهُنَّ وَ لا یُبْدِینَ زِینَتَهُنَّ إِلا مَا ظهَرَ مِنْهَا وَ لْیَضرِبْنَ بخُمُرِهِنَّ عَلی جُیُوبهِنَّ وَ لا یُبْدِینَ زِینَتَهُنَّ إِلا لِبُعُولَتِهِنَّ أَوْ ءَابَائهِنَّ أَوْ ءَابَاءِ بُعُولَتِهِنَّ أَوْ أَبْنَائهِنَّ أَوْ أَبْنَاءِ بُعُولَتِهِنَّ أَوْ إِخْوَنِهِنَّ أَوْ بَنی إِخْوَنِهِنَّ أَوْ بَنی أَخَوَتِهِنَّ أَوْ نِسائهِنَّ أَوْ مَا مَلَکَت أَیْمَنُهُنَّ أَوِ التَّبِعِینَ غَیرِ أُولی الارْبَةِ مِنَ الرِّجَالِ أَوِ الطفْلِ الَّذِینَ لَمْ یَظهَرُوا عَلی عَوْرَتِ النِّساءِ وَ لا یَضرِبْنَ بِأَرْجُلِهِنَّ لِیُعْلَمَ مَا یخْفِینَ مِن زِینَتِهِنَّ…(۳۱) (ترجمه: به مردانِ مؤمن بگو چشم‌های خود را بپوشند و شرمگاه‌های خویش را نگاه دارند، این برایشان پاک‌تر است، همانا خدا آگاه است به آنچه می‌سازند. (۳۰) و به زنانِ مؤمنه بگو چشم‌های خود را بپوشند و شرمگاه‌های خویش را نگاه دارند و اندامِ خویش را آشکار نکنند، مگر آنچه ظاهر است، و روسری‌های خویش را به شکاف‌هایشان بزنند. اندامِ خویش را آشکار نکنند مگر به شوهرانِ خود یا به پدرانِ خود یا به پدرانِ شوهرانِ خود یا به پسرانِ خود یا به پسرانِ شوهرانِ خود یا به برادرانِ خود یا به برادرزادگانِ خود یا به خواهرزادگانِ خود یا به زنانِ خود یا به آنچه دست‌های ایشان مالک است[بردگان] یا پی‌روانی از مردان که سوءنظر (یا شهوت یا نیاز) ندارند یا کودکانی که بر شرم‌گاه‌های زنان چیره نشده‌اند. و زنان پاهای خود را نکوبند تا از اندامِ خویش آنچه نهان دارند دانسته شود…(۳۱)[۲۴–۳۰ و ۳۱]
بنا بر دیدگاه رایج عبارت «ولیضربن بخمرهن علی جیوبهن» (ترجمه: باید روسری خود را بر روی سینه و گریبان خویش قرار دهند) حدود پوشش را برای زنان مشخص می‌کند. مطهری از قول ابن‌عباس در تفسیر این آیه نقل می‌کند که یعنی «زن مو و سینه و دور گردن و زیر گلوی خود را بپوشاند.» مطهری همچنین از تفسیر مجمع البیان طبرسی در توضیح این آیه نقل می‌کند که «زنان قبلاً روسری‌ها را به پشت سر می‌افکندند و سینه‌هایشان پیدا بود».
محمد حسین طباطبایی مفسر قرآن در این رابطه می‌نویسد:
کلمهٔ «خُمُر (به دو ضمه)، جمع «خِمار» است، و خِمار آن جامه‌ای است که زن سرِ خود را با آن می‌پیچد، و زایدِ آن را به سینه‌اش آویزان می‌کند؛ و کلمهٔ «جیوب» جمع جَیب - به فتح جیم و سکون یاء است که معنایش معروف است، و مراد از جیوب، سینه‌ها است، و معنایش این است که به زنان دستور بده تا اطراف مقنعه‌ها را به سینه‌های خود انداخته، آن را بپوشانند.
محمدباقر بهبودی پژوهشگر دینی در شرح این آیه می‌نویسد:
قرآن مجید فرمان می‌دهد که: خانم‌ها خِمار خود را بر سر و بر خود نپیچند که هنگام راه رفتن و حرکت دادن دست‌ها بلغزد و باز شود بلکه مانند شنل بر سر بیندازند و زیر گلو گره بزنند یا کوک بزنند یا سنجاق بزنند تا در هنگام حرکت دست‌ها خِمارشان روی شانه‌ها نلغزد و سر و بر آنان مکشوف نگردد. با پوشیدن خِمار یا شنل که تا روی دامن بیاید طبیعی است که دستها تا نیمه ساعد از زیر آن خارج خواهد ماند و فقط قسمت بالای ساعد که گوشتین است مانند ساق پا مستور می‌شود ولی همان تقوایی که در باب اِزار و دامن ایجاب می‌کرد تا آن را بلندتر تهیه نمایند که در حال خم و راست شدن بالا نجهد و ساق گوشتین زن عریان نشود در این‌جا هم ایجاب می‌کند که خِمار و شنل چندان بلند و عریض باشد که در حال خم و راست شدن فاصله شنل با دامن مکشوف نگردد و بالای ناف و به موازات آن پهلو و پشت عریان نشود که در این صورت ساعد دستها تا حدود مچ نیز در زیر خِمار و شنل مستور خواهد گشت. باز براساس استثنائی که دارد اگر در حال حرکت دستها قدری بالا برود و تا نیمه ساعد عریان شود اشکال نخواهد داشت.
برخی نویسندگان در مفروض بودن وجوب پوشیدن خِمار (یا مانند آن) در این آیه، هم در پوشانده شدن موی سر توسط خِمار تشکیک می‌کنند. امیرحسین ترکاشوند می‌گوید:

استنباط لزوم پوشش مو از راه قهری بودن استتارش در پی پوشش گردن و سینه، در نهایت ضعف و سستی است. از آن گذشته، شرعی قلمداد شدن استفاده از سرانداز در پیش از نزول آیه نیز نادرست است زیرا هیچ آیه‌ای پیش از این آیه (و حتی پس از آن) دال بر لزوم استفاده از خِمار و سرانداز نشده… به این ترتیب آیه در این عبارت خِمار و سرانداز را به‌عنوان دَم‌دست‌ترین وسیله… انتخاب کرده تا زنان به آن وسیله جَیب و سینه را بپوشانند.

ناصر قوامی روحانی شیعه معتقد است که این آیه را نمی‌توان دربارهٔ بحث حجاب استفاده کرد، بلکه معنای آن این است که هم مرد و هم زن نباید چشم طمع به ناموس مردم داشته باشند. به باور او قرآن اشاره‌ای به حرام بودن بی‌حجابی ندارد و حتی کلمهٔ حجاب نیز در قرآن نیامده و در این آیه نیز از کلمات «خمر» و «جلابیب» استفاده شده‌است.
آیهٔ دیگری که در آن به مسئلهٔ پوشش زنان مسلمان پرداخته شده، آیهٔ ۵۹ سورهٔ احزاب است. در این آیه از زنان پیامبر اسلام و زنان مؤمنان خواسته می‌شود که جِلباب‌های خود را بر خویش فروافکنند، تا شناخته شوند و مورد آزار قرار نگیرند:

یَا أَیُّهَا النَّبِیُّ قُل لِّأَزْوَاجِکَ وَبَنَاتِکَ وَنِسَاءِ الْمُؤْمِنِینَ یُدْنِینَ عَلَیْهِنَّ مِن جَلَابِیبِهِنَّ ۚ ذٰلِکَ أَدْنَیٰ أَن یُعْرَفْنَ فَلَا یُؤْذَیْنَ ۗ وَکَانَ اللَّهُ غَفُورًا رَّحِیمًا (۵۹) (ترجمه: ای پیامبر بگو به همسرانت و دخترانت و زنانِ مؤمنان که پوشش‌های خویش را بر خود نزدیک کنند (یا پایین آورند)، این نزدیک‌تر است بدان‌که شناخته شوند، پس آزار نشوند، و خدا آمرزندهٔ مهربان است.)[۳۳–۵۹]
دربارهٔ میزان پوشانندگی جِلباب و امکان نتیجه‌گیری پوشش مو از آیه استدلال موافقان و مخالفان مشابه مورد قبلی است. علاوه بر این، یکی از مسائل مطرح‌شده حول این آیه عبارتِ «أن یعرفن فلایؤذین» (ترجمه: تا شناخته شوند و آزار نبینند) است. مرتضی مطهری می‌نویسد:

مفسرین گفته‌اند که گروهی از منافقین اوایل شب که هوا تازه تاریک می‌شد در کوچه‌ها و معابر مزاحم کنیزان می‌شدند. البته برای کنیزان چنان‌که گفتیم پوشاندن سر واجب نبوده‌است. گاهی از اوقات این جوانان مزاحم و فاسد متعرض زنان آزاد نیز می‌شدند و بعد مدعی می‌شدند که ما نفهمیدیم که آزاد است و پنداشتیم که کنیز است؛ لذا به زنان آزاد دستور داده شد که بدون جِلباب یعنی در حقیقت بدون لباس کامل از خانه خارج نشوند تا کاملاً از کنیزان تشخیص داده شوند و مورد مزاحمت و اذیت قرار نگیرند. بیان مذکور خالی از ایراد نیست زیرا چنین می‌فهماند که مزاحمت نسبت به کنیزان مانعی ندارد.

نویسندگانی از جمله نبیل فیاض، با استناد به همین آیه و تفاسیرش حجاب را دستوری برای تشخیص داده شدن طبقات اجتماعی از یکدیگر دانسته‌اند، نه امری شرعی برای حفظ عفاف عمومی. فیاض برای نشان دادن اهمیت نقش طبقاتی حجاب به روایاتی استناد می‌کند که مطابق آن‌ها خلیفهٔ دوم عمر بن خطاب کنیزان را از پوشیدن روسری منع می‌کرد.

### احادیث نبوی
مشهورترین روایتی که از پیامبر اسلام دربارهٔ پوشش اعضای بدن زنان وجود دارد، روایتی‌ست که از چند طریق با جزئیات متفاوت نقل شده و در آن پیامبر اسلام در خانه در حضور همسرش (عایشه یا ام سلمه) از پوشش زنی (اسماء یا دختری تازه‌بالغ) ابراز نارضایتی می‌کند و می‌گوید تنها موضع قابل کشف برای زنان صورت (یا صورت و دو دست) است. در صحت این حدیث اختلاف نظر وجود دارد. برای نمونه، نگارندهٔ سنن ابوداوود خود به ضعیف بودن منبع این حدیث اشاره کرده، چرا که راوی حدیث، خالد بن دریک، که حدیث را بی‌واسطه از قول عایشه نقل کرده، هرگز عایشه را ندیده‌است.
گفتنی‌ست برخی فقهای مخالف وجوب حجاب، موی سر را جزو بدن ندانسته و در نتیجه چنین احادیثی را دال بر وجوب ستر راس نمی‌دانند.
در منابع حدیثی شیعی نیز چند حدیث از پیامبر اسلام در تأکید بر پوشش زنان وجود دارد. عبدالحسین خسروپناه به روایتی در مجمع البیان طبرسی استناد می‌کند که مطابق آن پیامبر اسلام لباس زنان در برابر مرد نامحرم را «دِرع» و «خِمار» و «اِزار» و «جِلباب» معرفی می‌کند. در روایت دیگری در متون شیعی، پیامبر اسلام پیش از ورود به خانهٔ فاطمه به همراه مرد نامحرم، او را به پوشیدن چیزی بر سر امر می‌کند.
امیرحسین ترکاشوند معتقد است که روایت «زن عورت است» از پیامبر اسلام، تأثیرگذارترین عبارت دینی بر روی حجاب بانوان است و با اشاره به سخنان فقهایی از جمله علامه حلی و صاحب جواهر می‌گوید که این حدیث از سوی فقها اساس و مبنای داوری قرار گرفته‌است. وی با وارد کردن اشکال‌های متعدد به سند این حدیث، خاطرنشان می‌کند که این حدیث در تمام حدود بیست منبع اولیه‌ای که در آن‌ها ذکر شده، مشتمل بر موارد دیگری است که زن را به ماندن در خانه ترغیب می‌کنند و بهترین جا برای زن را پستوی خانه می‌دانند و در نتیجه این حدیث را غیرقابل اعتماد می‌داند. گروه دیگری از فقها هم در صحت این حدیث و هم در دلالت آن به وجوب پوشش اعضای بدن، و به خصوص مو، تشکیک کرده‌اند. سوزنچی ضمن دفاع از سند این حدیث، تأثیرگذاری جدی آن در استنباط وجوب حجاب از سوی فقها را رد می‌کند.
روایات متعارضی دربارهٔ حجاب از امامان شیعه وجود دارد
و فقیهان مخالف و موافق حجاب در تعریف فعلی، به موارد مختلفی از این احادیث استناد کرده‌اند.

#### احادیث متمایل به پوشش بیشتر

طبق برخی از احادیث شیعه، تنها بخش‌های قرمز رنگ در تصویر (صورت و دو دست) می‌توانند بدون پوشش باشند.

طبق چند حدیث از امامان شیعه، بخشی از بدن زن که مجاز است که آشکار باشد تنها وجه و کفین (صورت و دو دست) است. گفتی است که برخی پژوهش‌گران مخالف حجاب، این احادیث را دلیل کافی برای وجوب پوشش مو نمی‌دانند چون مو را جزو بدن زن نمی‌دانند. اما علاوه بر این احادیث، احادیث دیگری از امامان به شکل صریح‌تر به وجوب پوشش مو اشاره می‌کنند. در روایات دیگری نیز پوشش موی سر در سخنان نقل شده امامان شیعه مفروض دانسته می‌شود و به چند و چون آن پرداخته می‌شود.
قتاده می‌گوید: از رسول خدا حدیث آمده‌است که فرمود: هیچ خانمی که خدا و روز جزا را باور کرده‌است حق ندارد دست خود را از زیر خِمار خود بیرون بیاورد مگر تا این‌جا. با دست خود نیمه ساعد اشاره کرد.
امه سلمه همسر رسول خدا می‌گوید: من خدمت رسول خدا صلوات الله علیه بودم. مَیمونه زوجه دیگر رسول خدا هم حاضر بود. ابن ام مکتوم دائی زاده حضرت خدیجه وارد شد. رسول خدا فرمود: بروید و پشت پرده بنشینید. ما گفتیم: یا رسول‌الله! مگر این مرد نابینا نیست؟ رسول خدا گفت: او نابیناست ولی شما که نابینا نیستید.

#### احادیث متمایل به پوشش کمتر
در مقابل، روایاتی با رویکرد آسان‌گیرانه‌تر دربارهٔ پوشش و نگاه وجود دارد. افرادی چون مسلم خلفی و امیرحسین ترکاشوند با ذکر این احادیث کوشیده‌اند نگاه مسلط فعلی به حجاب که آن را حد اکثری و برای حفظ زن از نگاه لذت‌جوی نامحرم معرفی می‌کند، زیر سؤال ببرند. مسلم خلفی حدیثی را نقل می‌کند که در آن علی بن سوید می‌گوید به امام موسی کاظم عرض کردم من به نگاه کردن زنی زیبا مبتلا شده‌ام و نظر به وی، مرا به تحسین وادار می‌کند. امام فرمود: اگر خداوند صداقت را در نیت تو بیابد، اشکالی ندارد. سند این روایت غیرقابل خدشه خوانده شده‌است.
گروهی معتقدند دوران امامان شیعه نیز همچنان وجود روسری ناشی از عرف و تشخص و اعتبارات اجتماعی بود نه مربوط به حجاب شرعی و در کوشش برای اثبات این ادعا ا به احادیثی در وسائل الشیعه از امامان شیعه، محمد باقر و جعفر صادق اشاره می‌کند که طبق آن‌ها زنان در صورتی که روسری‌شان را پیدا نکنند می‌توانند بی‌حجاب در برابر مرد نامحرم ظاهر شوند و همچنین می‌توانند بی‌حجاب نماز بخوانند.
گروه دیگری از احادیث به میزان لازم برای پوشش زنان در هنگام نماز اشاره دارند. گرچه ستر صلاتی و ستر در برابر بیگانه دو مقوله جدا از هم می‌باشند، اما دلایل مورد استناد در هر حوزه بسیار شبیه و نزدیک به هم است. برخی فقها به تلازم بین این دو اعتقاد دارند. حتی گاهی در ستر صلاتی سخت‌گیری بیشتری شده‌است. بنا بر حدیثی از امام صادق، زن مسلمان آزاد اشکالی ندارد که بدون پوشش سر نماز بخواند. برخی فقها از جمله مقدس اردبیلی از این حدیث به عنوان موثقه تعبیر نموده‌اند. این حدیث با تفاوت‌های جزئی به شکل‌های دیگر نیز از امام صادق نقل شده‌است.
احمد پاکتچی در دائرةالمعارف بزرگ اسلامی با جمع‌بندی احادیث در این زمینه به این نتیجه می‌رسد که:
دربارهٔ درع و خِمار و اِزار -که حجابی پوشش‌محور بوده- ضرورت داشته‌است که به اندازهٔ کافی ضخیم باشد که پوست و مو از خلال آن دیده نشود. از همین روست که در روایات پرشمار از استفاده از پارچه‌های شفافی مانند قباطی، چه در رویارویی با نامحرم و چه در نماز، نهی شده‌است.
به گفتهٔ پاکتچی، در مورد جِلباب که حجابی بوده‌است که به منظور بازشناسی و نه پوشش مورد استفاده قرار می‌گرفته، چنین محدودیتی دیده نمی‌شود. به علاوه به گفته وی وجه غالب روایات پوشش صورت (نقاب) را برای زن لازم نمی‌دانند.

## حد پوشش نزد شیعیان
براساس قرآن و فتواهای مراجع تقلید شیعه، زنان و مردان هرکدام وظیفه‌هایی دارند که در برخی موارد میان فقها اختلاف هست. این حد در میان فتاوی مشترک است که مرد و زن باید عورتهایشان را در هر شرایط از هرکس به جز همسرشان بپوشانند، مگر در شرایط اجباری مانند هنگامی که برای دستشویی نیاز به کمک داشته‌باشند که احکام خاص خود را دارد.
طبق نظر مراجع تقلید معاصر شیعه، زنان باید همهٔ بدنشان از جمله همهٔ موی سر، تن و پایشان را از مردان نامحرم بپوشانند، ولی می‌توانند گردی صورت و دست‌ها را از مچ به پایین باز بگذارند. در مورد لزوم پوشش پاها از مچ به پایین، هنگام نماز واجب نیست، اما از دید نامحرم باید پوشیده باشد. احکام دربارهٔ مردان نیز اختلافی است. برخی مراجع تقلید معاصر افزون بر حد مشترک می‌گویند مردان باید تن و جاهای نامتعارف بدنشان را از زن نامحرم بپوشند؛ مثلاً به فتوای آن‌ها مردان نمی‌توانند پیش زن نامحرم پیراهن آستین‌کوتاه بپوشند یا با شلوارک‌های ورزشی ظاهر شوند. احکام نگاه کردن نیز بسیار اختلافی است ولی طبق فتوای مراجع تقلید معاصر، به جز زن و شوهر به‌طور کلی هیچ‌کس نباید به قصد لذت به دیگری -محرم یا نامحرم و زن یا مرد- نگاه کند.
حجاب در اسماعیلیه نزاری
حجاب در اسماعیلیه نزاری به‌طور کلی از زمان خلافت فاطمیان در اسماعیلیه رد شده شده‌است و ائمه اسماعیلیه آن را از ابتدا برخلاف حقوق زنان می‌دانستند ائمه اسماعیلیه بر این باور بودند که منظور از میزان مشخص حجاب در قرآن عورت است و می‌گویند که هیچ نشانه‌ای از حجاب سر برای زنان در زمان حضرت محمد وجود نداشته و حجاب در دوران عباسیان و بنی امیه از ایرانیان باستان و ساسانیان وام گرفته شده و حجاب به جای اینکه نشانه‌ای از اسلام باشد نشانه‌ای از ایران است و منشأ اسلامی ندارد بلکه منشأ آن ایرانی است. همچنین ائمه اسماعیلیه بارها بر این موضوع تأکید کردند در زمان خلفای فاطمی نه زنان خلفا و نه دختران خلفا حجاب نمی‌گرفتند و بعد حسن علی ذکره السلام او در خطبه‌ای گفت: «من از شما می‌خواهم که مردم را در مسائل عجیب و غریب غوطه ور نکنید و ارزش‌های انسانی زنان را انکار نکنید از این پس، زنان را با حجاب پنهان نکنید و نپوشانید. آنها را تربیت کن، تحت فشار قرار نده.»
ائمه اسماعیلی معاصر نیز مخصوصاً آقاخان چهارم زنان اسماعیلی را از حجاب گرفتن منع کرده بود البته زنان اسماعیلی تا قبل از آن نیز به دلیل توصیه‌های ائمه قبلی اکثرا حجاب نمی‌گرفتند.
او در خطبه‌هایی دربارهٔ حجاب می‌گوید: «من همیشه به دنبال تشویق رهایی و آموزش زنان بوده‌ام. در زمان پدربزرگم و پدرم و پدرانم، اسماعیلیان در زمینه لغو حجاب، حتی در کشورهای بسیار محافظه کار، بسیار جلوتر از سایر فرقه‌های مسلمان بودند. و این امر مطلقاً لغو شد؛ امروزه هرگز یک زن اسماعیلی را نخواهید یافت که محجبه باشد. من همیشه مدارس دخترانه را در همه جا تشویق کرده‌ام تا جلوگیری از حجاب کنند. من با افتخار می‌گویم که پیروان اسماعیلی من در این زمینه اجتماعی رفاه، بسیار جلوتر از هر فرقه مسلمان دیگر دارند. دلیل دوم بی‌تفاوتی کنونی ما موقعیت وحشتناک زنان مسلمان است مطلقاً در اسلام و قرآن و نمونه دو قرن اول هیچ چیز برای توجیه این رشد وحشتناک و سرطانی حجاب وجود ندارد. نزدیک به هزار سال حجاب به حیات جامعه اسلامی ضربه زده‌است.»
عباسیان با وام گرفتن از رویه پادشاهان ساسانی ایران، نظام کنونی حجاب را توسعه دادند که به معنای زندانی شدن دائمی و بردگی نیمی از ملت است. چگونه می‌توان از فرزندان چنین مادرانی انتظار پیشرفت داشت. حجاب این سرطان وحشتناکی که از قرن سوم و چهارم هجری به بعد رشد کرده‌است یا باید قطع شود یا بدن جامعه مسلمان را مسموم خواهد کرد. با اتلاف دائمی همه زنان ملت، اما حجاب سر همان‌طور که اکنون شناخته می‌شود، خود تا مدت‌ها پس از رحلت پیامبر (ص) وجود نداشت و جزء اسلام نیست. نقشی که زنان مسلمان در کاردسیاه و یرموک در دو جنگ مهم اسلام در کنار بدر و حنین ایفا کردند، و پرستاری باشکوه آنها از مجروحان پس از آن نبردها، به خودی خود دلیلی بر هر عقلانی است که حجاب سر همان‌طور که اکنون فهمیده می‌شود، هرگز توسط اصحاب پیامبر تصور نشده‌است. این که مای مسلمانان باید با این عرف ایرانی که عباسیان به عاریت گرفته‌اند مبارزه کنیم.

### حجاب از نظر فقهای پیشین شیعه
در اکثر منابع فقهی گذشته، از اعضایی از بدن که لازم بود «در نماز» (ستر صلاتی) و «در برابر نامحرم» پوشانده شوند با نام «عورت» یاد می‌شده و معمولاً احکام یکسانی برای پوشش در این دو وضعیت مطرح می‌شده.
مرتضی مطهری می‌گوید:
ظاهراً اختلافی نیست در این که ستر صلاتی و غیر صلاتی از نظر مقدار و حدود پوشش با هم تفاوت ندارند… آنچه در نماز باید پوشیده شود همان است که در مقابل نامحرم باید پوشیده شود؛ و شاید اگر بحثی باشد در این است که آیا در نماز، زائد بر آنچه در مقابل نامحرم باید پوشیده شود لازم است پوشیده شود یا نه. اما در این که آنچه درنماز لازم نیست پوشیده شود، در مقابل نامحرم نیز لازم نیست پوشیده شود، بحثی نیست.

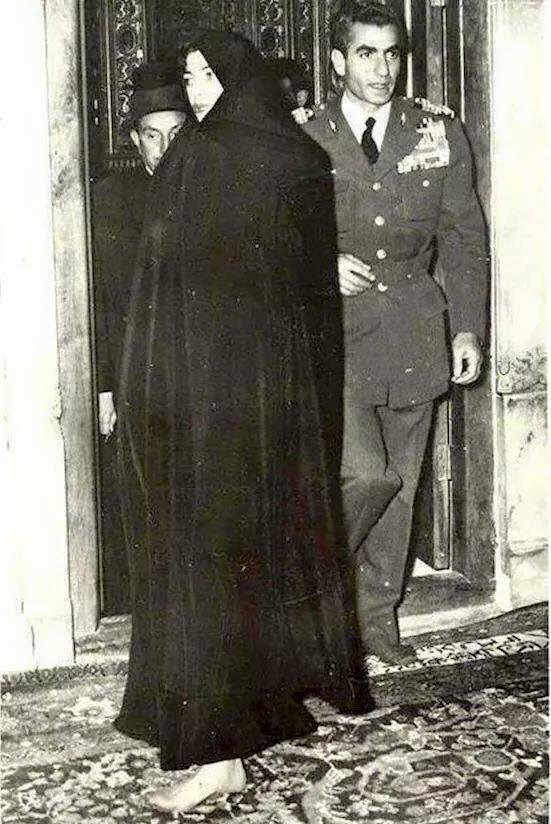
ثریا اسفندیاری و محمدرضا پهلوی در حرم امام حسین

شیخ جواد مغنیه، همین توافق بر سر یکسان بودن ستر صلاتی و غیر صلاتی را به کل علمای اسلام نسبت می‌دهد. البته گاه فقیهانی نیز بوده‌اند که احتمال به وجود تفاوت میان این دو سطح از پوشش داده‌اند. به هر روی، اکثر فقها در ذیل موضوع پوشش در هنگام نماز به حدود پوشش زنان پرداخته‌اند. گفتنی‌ست که در آرای به جا مانده فقیهان گذشته در این باره بعضاً تفاوت‌های فاحشی با آرای فقهای امروز دارد.
مخالفان وجوب حجاب معتقدند ابن جنید اسکافی، فقیه شیعهٔ بزرگ قرن چهارم، تنها پوشاندن عورتین (پشت و جلو) را برای زن مسلمان آزاد واجب می‌دانسته. اما برخی از موافقان حجاب این ادعا را رد می‌کنند. ترکاشوند مدعی است تا پیش از قرن هشتم، به‌طور کلی فقهای شیعه معمولاً جز در موارد خاص سخنی دربارهٔ وجوب یا عدم وجوب پوشاندن مو به‌طور خاص (چه در نماز و چه خارج از آن) نمی‌گفتند. به گفتهٔ وی حتی صاحب جواهر، هنگام برشمردن موافقان پوشش مو، از هیچ فقیهی که پیش از شهید اول و قرن هشتم باشد نام نمی‌برد. عاملی، صاحب مدارک، (اوایل قرن ۱۱ ه‍.ق) دربارهٔ ستر صلاتی می‌گوید:

آگاه باش که در عبارت محقق حلی و نیز در کلام اکثر فقهای شیعه، نه تنها به وجوب پوشش موی سر پرداخته نشده، بلکه از ظاهر عبارت چنین بر می‌آید که پوشاندنش لازم و واجب نیست زیرا مو جزو جسد و بدن به حساب نمی‌آید.

پس از مطرح شدن مسئلهٔ پوشش مو در میان فقهای شیعه، بسیاری از فقهای بزرگ شیعه، از جمله محقق سبزواری، ملا محسن فیض کاشانی، عاملی صاحب مدارک و مقدس اردبیلی در نوشته‌های فقهی خود دلایل موجود در حدیث و آیات را برای وجوب پوشش موی سر (بعضی در هنگام نماز و بعضی بدون قائل شدن به تفکیک) کافی ندانسته‌اند. با گذر زمان از اواخر دورهٔ صفوی به بعد تصریح علمای شیعه به واجب بودن پوشش مو (و گردن و برخی اعضای دیگر بدن) بیشتر شد. ترکاشوند می‌گوید ملا احمد نراقی، فقیه بزرگ دورهٔ قاجار، پوشاندن موی بیرون مانده از روسری را در هنگام نماز (بدون ذکر فتوای جداگانه برای حالت خارج از نماز) برای زنان واجب نمی‌دانست. سوزنچی انتساب این موضع به شخص نراقی را رد می‌کند و معتقد است که نراقی تنها توضیح داده که بدون اتکا به اجماع وجوب پوشش بیش از این حد قابل اثبات نیست.
از میان مجتهدان معاصر شیعه، تنها احمد قابل صراحتاً وجوب حجاب را رد کرده‌است و محسن کدیور نیز آن را به شدت زیر سؤال برده‌است. سایر فقهای معاصر شیعه و تمامی مراجع تقلید شناخته شده، حجاب تمام بدن و موها به جز صورت و دو دست را برای زن مسلمان غیرکنیز واجب می‌دانند.

## حجاب از دیدگاه مخالفان
برخی از مخالفان حجاب و به خصوص اجباری بودن آن، واجب نبودن حجاب بر کنیز را گواهی بر این نکته می‌گیرند که هدف از فرمان حجاب رعایت امنیت جنسی جامعه نبوده، چرا که کنیزان نیز، حتی گاهی بیش از زنان آزاد عرب، دارای جذابیت جنسی بودند.
گروه دیگری از مخالفان حجاب که به کارکرد جنسیتی آن معتقدند، ادعا می‌کنند که «حجاب زنان را تبدیل به یک شیء» می‌کند. برخی این گفته که حجاب برای محافظت زن است را در تناقض با قانون شیعی ازدواج موقت می‌دانند. و در بدترین حالت حجاب را ابزاری برای سرکوب زنان می‌دانند. به گفته مخالفان حجاب: از دیدگاه فلسفهٔ حجاب، زن سرچشمهٔ تهییج شهوت‌های جنسی مردان است
به علاوه گفته می‌شود که در سینمای هند (که نشان دادن برهنگی تا اندازه‌ای مجاز است) از حجاب به عنوان نوعی وسیله برای تهییج جنس مخالف استفاده می‌شود.

## حجاب از دیدگاه موافقان

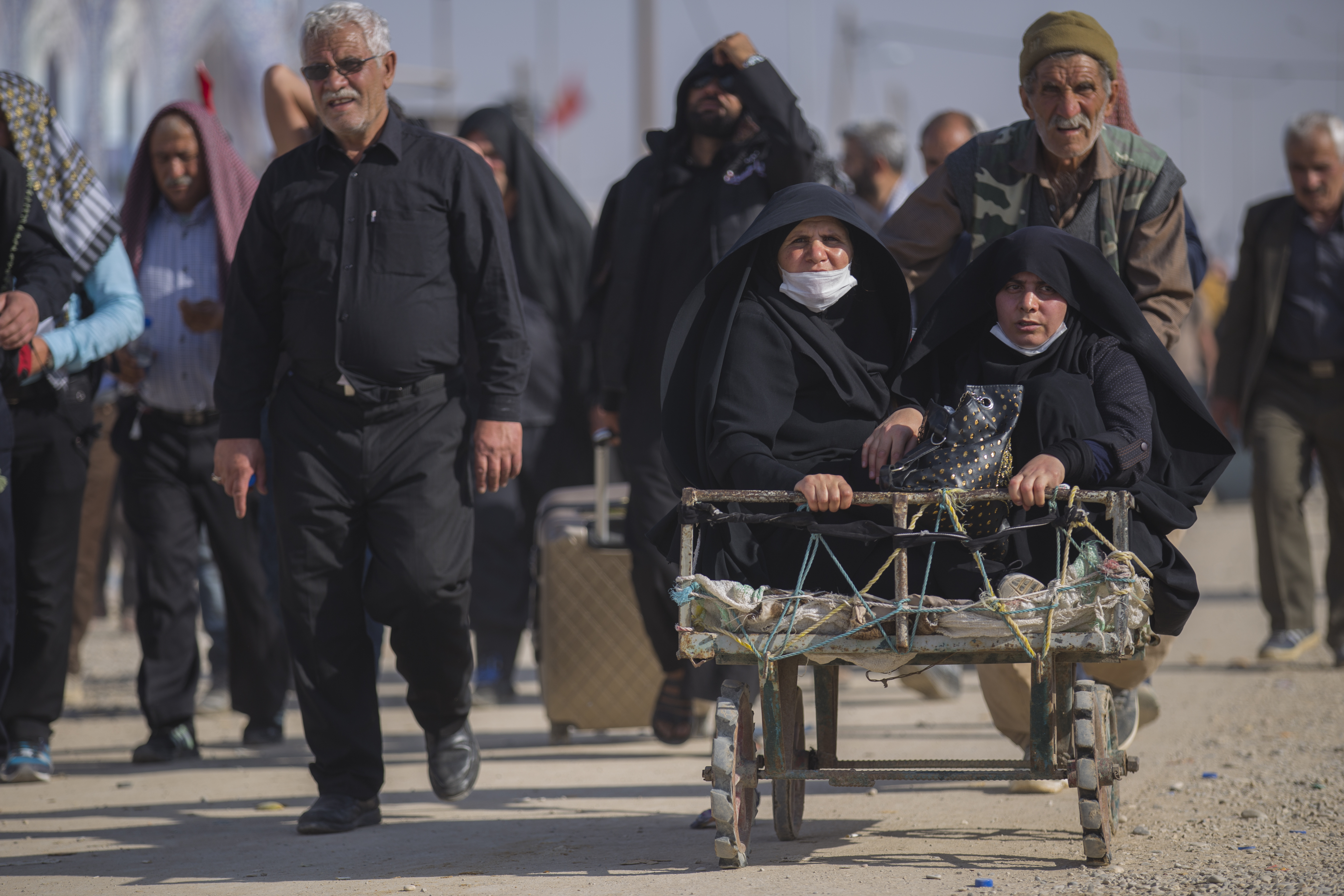
دو زن میانسال بر روی چرخ تافی با حجاب اسلامی در یکی از شهرهای مرزی ایران

گروهی از مسلمانان ادعا دارند حجاب وسیله‌ای برای محدود کردن زن به خانه نیست بلکه حجاب وسیله‌ای برای حضور سالم زن در اجتماع است. ضرورت دیگر وجود حجاب از دیدگاه بسیار ی از مسلمانان محدود کردن ارضای میل جنسی به محیط خانواده برای جلوگیری از فساد و بی بند و باری در جامعه است.

از نظر مرتضی مطهری:
علت اینکه در اسلام دستور پوشش اختصاص به زنان یافته‌است این است که میل به خودنمائی و خودآرائی مخصوص زنان است. از نظر تصاحب قلبها و دلها مرد شکار است و زن شکارچی، همچنانکه از نظر تصاحب جسم و تن، زن شکار است و مرد شکارچی. میل زن به خودآرائی از این نوع حس شکارچی‌گری او ناشی می‌شود. در هیچ جای دنیا سابقه ندارد که مردان لباسهای بدن نما و آرایشهای تحریک‌کننده به کار برند. این زن است که به حکم طبیعت خاص خود می‌خواهد دلبری کند و مرد را دلباخته و در دام علاقه به خود اسیر سازد. لهذا انحراف تبرج و برهنگی از انحرافهای مخصوص زنان است و دستور پوشش هم برای آنان مقرر گردیده‌است.
از نظر جوادی آملی، قرآن وقتی دربارهٔ حجاب سخن می‌گوید، می‌گوید: حجاب عبارت است از احترام گذاردن و حرمت قائل شدن برای زن که نامحرمان او را از دید حیوانی ننگرند؛ بنابراین، نظر کردن به زنان غیر مسلمان را بدون قصد تباهی جایز می‌داند. حرمت زن نه اختصاص به خود زن دارد، نه شوهر و نه ویژه برادر و فرزندانش است. همه این‌ها اگر رضایت بدهند، قرآن راضی نخواهد بود، چون حرمت زن و حیثیت زن به عنوان حق‌الله مطرح است و خدای سبحان، زن را با سرمایه عاطفه آفرید که معلم رقت باشد و پیام عاطفه بیاورد.
به گزارش ایسنا، احمد جنتی در خطبه‌های یکی از نمازجمعه‌های تهران دربارهٔ حجاب اعلام داشت که، حجاب نقش اثرگذاری در جامعه دارد و تنها مسئله‌ای شرعی نیست، چراکه حجاب فلسفه دارد که جلوی حرام‌زادگی را می‌گیرد.
مرتضی مطهری، دانشمند و فیلسوف اسلامی، استحکام خانوادگی را یکی از مهم‌ترین دلایل عقلی حجاب می‌داند، او معتقد است برهنگی و نبود پوشش مناسب عامل آزادی روابط جنسی و در نتیجه ولنگاری و بی بندوباری جنسی است و همین موجب تضعیف روابط زوجین شده و زندگی آن‌ها را به شدت تحت تأثیر قرار می‌دهد او می‌گوید:
تفاوت آن جامعه که روابط جنسی را محدود می‌کند به محیط خانوادگی و کادر ازدواج قانونی، با اجتماعی که روابط آزاد در آن اجازه داده می‌شود این است که ازدواج در اجتماع اول پایان انتظار و محرومیت، و در اجتماع دوم آغاز محرومیت و محدودیت است. در سیستم روابط آزاد جنسی پیمان ازدواج به دوران آزادی دختر و پسر خاتمه می‌دهد و آن‌ها را ملزم می‌سازد که به یکدیگر وفادار باشند و در سیستم اسلامی به محرومیت و انتظار آنان پایان می‌بخشد.
یکی از دلایل عقلی حجاب از نظر اندیشمندان اسلامی، مسئله آزادی فکر است، از آنجا که یکی از ویژگی‌های شخصیتی زنان، توجه به ظاهر و آراستگی خود می‌باشد، نبود پوشش مناسب موجب ایجاد مشغولیت ذهنی برای زنان شده و آنان را درگیر ظاهر خود می‌کند، از طرفی برهنگی تأثیر بسیاری در تحریک شهوت داشته و مسلم است که وقتی افراد درگیر شهوت خود باشند، دچار مشغولیت فکر شده و از آزادی فکر جهت نیل به اهداف علمی و انسانی بازمی‌مانند.
دین اسلام با ضروری دانستن حجاب، از اینکه زن تنها وسیله‌ای برای رفع شهوت باشد، جلوگیری کرده‌است، مرتضی مطهری در تفسیر آیه (ذلِک ادْنی انْ یعْرَفْنَ فَلایؤْذَینَ) می‌گوید: این کار (حفظ پوشش) برای اینکه به عفاف شناخته شوند و معلوم شود خود را در اختیار مردان قرار نمی‌دهند بهتر است و در نتیجه دور باش و حشمت آن‌ها مانع مزاحمت افراد سبکسر می‌گردد.
عبدالله جوادی آملی، با اشاره به آیه <<ذلک ادنی ان یعرفن فلا یوذین>> می‌گوید:
 حجاب عبارت است از احترام گذاردن و حرمت قائل شدن برای زن که نامحرمان او را از دید حیوانی ننگرند
یکی از دلایلی که برای ضرورت حجاب مطرح شده‌است، موضوع محفوظ بودن چیزهایی است که گرانبهاتر هستند، خطبای اسلامی همواره با تمسک به این موضوع، بحث حجاب را مطرح می‌ساخته‌اند، در مبحث حجاب سید ابوالحسن مهدوی آمده‌است:
 عقل می‌گوید هر شخص یا شی، هر چه ارزشمندتر باشد، باید محفوظ‌تر باشد؛ مثلاً چرا هزار نیروی امنیتی، از فلان رئیس‌جمهور دنیا حفاظت می‌کنند؟ آیا با این حفاظت، او را محدود می‌کنند؟ نه! اتفاقاً با این کار به او آزادی می‌بخشند تا بتواند بدون مزاحمت و خطر به وظیفهٔ اصلی‌اش که اداره کشور است، بپردازد!
اندیشمندان دینی، با اشاره به اینکه حجاب یکی از میراث ملی ایران و در دوران قبل از اسلام وجود داشته‌است، همواره بر حفظ حجاب به عنوان یک فرهنگ صحیح ملی و ایرانی تأکید داشته‌اند. ویل دورانت، پژوهشگر آمریکایی می‌گوید:
 در نقش‌هایی که از ایران باستان بر جای مانده، هیچ صورت زنی دیده نمی‌شود و نامی از ایشان به نظر نمی‌رسد
همچنین بنفشه حجازی، پژوهشگر تاریخ زنان ایران، در کتاب زن به ظن تاریخ، می‌نویسد:
 لباس‌های زنان در دوره اشکانی پیراهنی بلند تا به روی زمین، گشاد، پُرچین، آستین دار یا بدون آستین و یقه راست بوده‌است، پیراهنی دیگر داشته‌اند که روی اولی می‌پوشیدند، قد این نسبت به اولی کوتاه و ضمناً یقه باز بوده‌است، روی این دو پیراهن، چادری سر می‌کرده‌اند. زنان عهد ساسانی گاهی چادر گشاد پرچین به سر می‌کردند که تا به وسط ساق پا می‌رسیده‌است.
سید ابوالحسن مهدوی معتقد است که نوع پوشش می‌تواند تأثیر زیادی در حفظ یا نابودی اصل حیا داشته باشد. وقتی بی‌بندوباری جنسی، بی‌حجابی و در نتیجه فضای شهوت‌رانی در جامعه عادی شود، طبیعی است که درصد زیادی از مردان، درگیر شهوت‌پرستی در فضایی غیر از خانه خواهند شد.
محسن قرائتی ۱۷ پیامد برای نبود حجاب عنوان می‌کند:
۱-سوءظن نسبت به آنان، ۲-توطئه برای ربوده شدن آنان، ۳-گسستن نظام خانواده، ۴-تحریک‌های نابجا و به هم خوردن تعادل روحی، ۵-گرایش به خودنمائی و تجملات، ۶-ضربه علمی به دانشجویان و از بین بردن تمرکز فکری آنان نسبت به درس و مطالعه، ۷-خجل کردن افراد بی‌بضاعتی که توان تهیّه این‌گونه لباس و تجمّل را ندارند، ۸-ضربه اقتصادی، زیرا به جای دقّت در کار، به هوسبازی سرگرم می‌شوند، ۹-به ناکامی کشاندن زنان و دخترانی که شکل و رویِ در خور توجّهی ندارند، ۱۰-ایجاد دغدغه برای والدین، ۱۱-راضی کردن هوس‌بازان، ۱۲-پیدایش رقابت‌های منفی، ۱۳-فرار از خانه، ۱۴-پیدایش اطفال نامشروع، ۱۵-بروز امراض مقاربتی، ۱۶-پیدا شدن امراض روانی، ۱۷-پیش آمدن مسائلی از قبیل سقط جنین، خودکشی یا دیگرکشی یا حمله به دیگران و حوادث رانندگی و…

## کشورهای دارای حجاب اجباری
شماری معدود از کشورهای اسلامی رعایت حجاب را در برخی از نقاط کشور خود اجباری اعلام کرده‌اند. در این زمینه می‌توان به کشورهای زیر اشاره نمود:

### عربستان سعودی
در عربستان سعودی حجاب فقط برای زنان مسلمان اجباری بود و برای سایر قشرها ضروری نبود. در تاریخ دوم مهر ماه سال ۱۳۹۸، عربستان سعودی قانون حجاب اجباری را به جز در شهرهای مکه و مدینه لغو کرد.

### اندونزی
در استان آچه اندونزی زنان مسلمان نیاز به داشتن حجاب در عموم دارند.

### گامبیا
دولت گامبیا دستور داده‌است زنانی که کارمند دولت هستند باید در محل کار روسری سرشان کنند.

### ایران

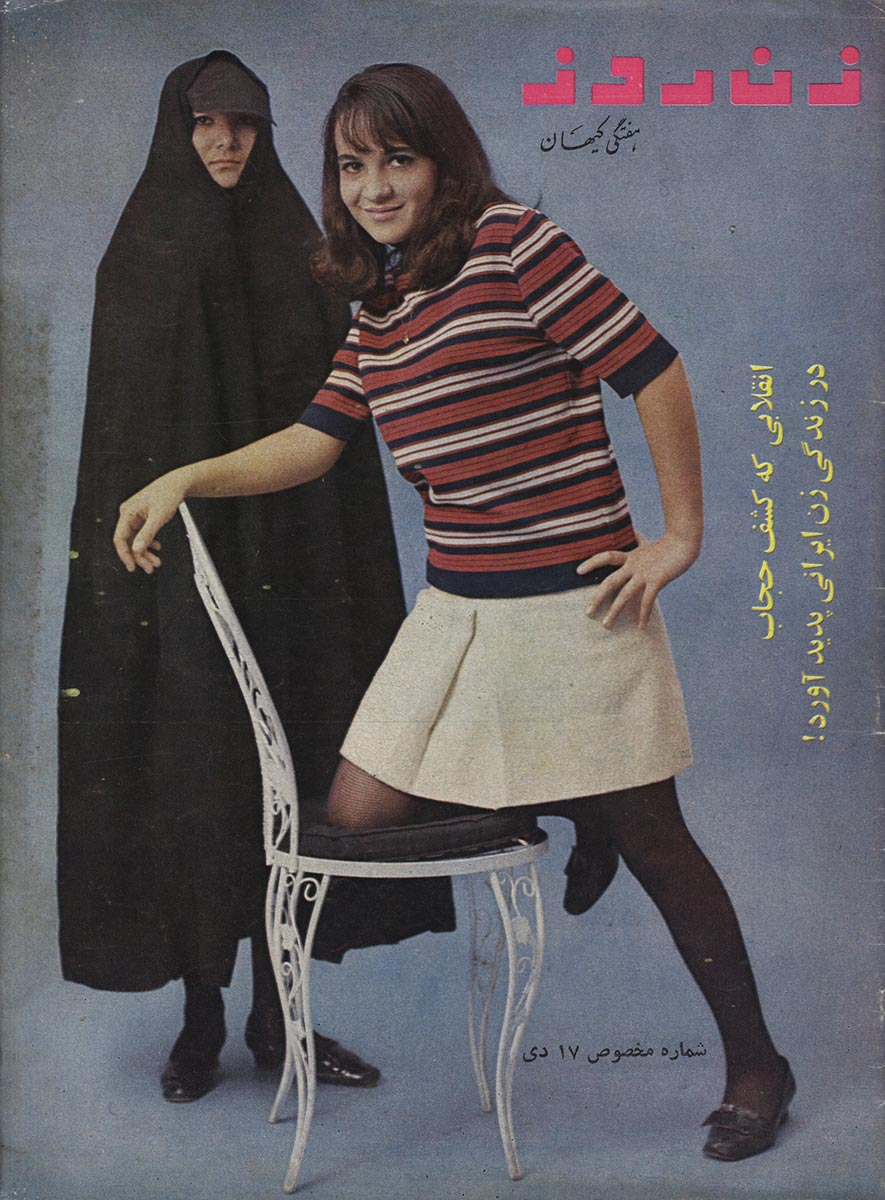
جلد مجله زن روز قبل از انقلاب

پس از انقلاب ایران، نظام تازه‌تأسیس جمهوری اسلامی با اجباری کردن حجاب، مخالفت برخی صاحب‌نظران را برانگیخت. برای نمونه محمود طالقانی پس از اعلام اجباری شدن پوشش سر برای زنان در ادارات دولتی توسط روح‌الله خمینی به موضع‌گیری علیه آن پرداخت. روزنامهٔ اطلاعات به نقل از وی در شماره ۲۰ اسفند ۱۳۵۷ نوشت.
... ساخته من و فقیه و دیگران نیست؛ این نص صریح قرآن است. آن قدری که قرآن مجید بیان کرده، نه ما می‌توانیم از حدود آن خارج شویم و نه زنانی که معتقد به این کتاب بزرگ آسمانی هستند، اسلام، قرآن و دین می‌خواهند شخصیت زن حفظ شود؛ این حرکت انقلابی است. کی در این راهپیمایی‌ها، خانم‌ها، خواهران و دختران ما را مجبور کرد که با حجاب یا بی حجاب بیایند؟ خودشان با احساس مسئولیت اسلامی که این لباس یکی از شعارهای اسلامی و ایرانی است، اصالت خودشان را نشان دادند …
حجاب حتی برای زن‌های مسلمان هم نیست. چه اجباری؟ حضرت آیت‌الله خمینی نصیحتی کردند مانند پدری که به فرزندش نصیحت می‌کند راهنمایی اش می‌کند که شما این جور باشید به این سبک باشی بهتر می‌توانی روح اسلام و سنت ایرانی‌ات را متجلی است…
ما اسلام، قران و مراجع دینی می‌خواهند زنان ما شخصیتشان حفظ بشود اصل مسئله این است. هیچ اجباری هم در کار نیست و مسئله چادر هم نیست
در برابر این مخالفت‌های موافقان حجاب اجباری نیز در آن دوران با توسل به دلایل و برهان‌هایی حمایت خود را از «اجباری کردن حجاب» اعلام می‌کردند.
از سال ۱۳۵۹طبق دستور خمینی ورود زنان بدون حجاب به ادارات دولتی ممنوع شد و در سال ۱۳۶۲ با تصویب قانون مجازات اسلامی در مجلس شورای اسلامی ایران عدم رعایت حجاب در معابر عمومی موجب حکم حد شرعی ۷۲ ضربه جاری شد. گاه افراد بدحجاب دستگیر به جریمه نقدی محکوم شدند.

## منع حجاب

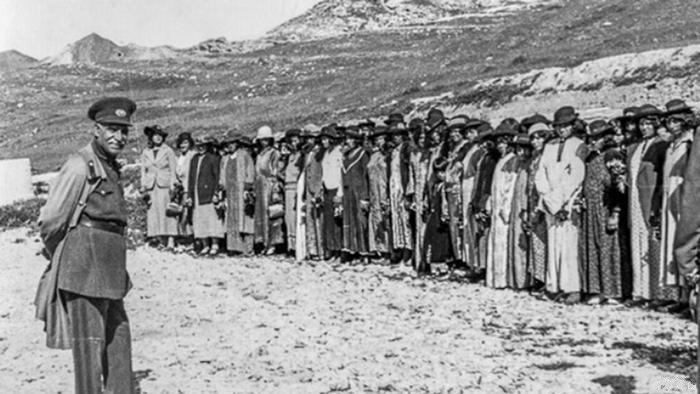
رضاشاه در جمع زنان لر پس از اجرای قانون منع حجاب. در ۱۷ دی ۱۳۱۴ قانونی را از تصویب گذراند که بنابر آن، زنان و دختران ایرانی از چادر، روبنده و روسری منع می‌شدند.

### ترکیه
در ترکیه داشتن حجاب اسلامی در دانشگاه‌های دولتی ممنوع بود، اما در سال ۲۰۰۸ پارلمان ترکیه رأی به لغو این قانون داد.

### ایران
رضا شاه در ۱۷ دی ۱۳۱۴ قانون کشف حجاب را رسمی‌کرد اما این قانون پس از دوران رضاشاه در شهریور بیست پیگیری نشد.

### فرانسه

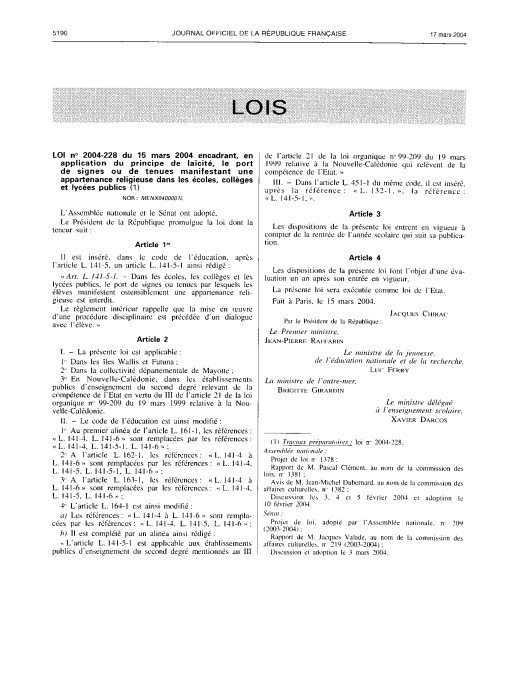
قانون ممنوعیت استفاده از نشان‌های مذهبی در فرانسه

قوانین کشور فرانسه از سال ۲۰۰۴ دختران را از داشتن حجاب اسلامی در مدرسه‌ها، دانشگاه‌ها و مکان‌های دولتی منع کرد.

### جمهوری‌های قفقاز و آسیای میانه
ممنوعیت رعایت حجاب در مدارس آذربایجان، تاجیکستان و قرقیزستان وجود دارد. این محدودیت از زمان حکومت کمونیستی شوروی وجود دارد.